# Allgemeiner Deutscher Burschenbund

Konrad Küster auf dem Bundestag des ADB in Frankenhausen am Kyffhäuser – Pfingsten 1910

Der Allgemeine Deutsche Burschenbund  (ADB) war ein burschenschaftlicher Korporationsverband. Er entstand auf Betreiben von Konrad Küster am 11. November 1883 als liberale Gegengründung zum zwei Jahre zuvor gebildeten Allgemeinen Deputierten Convent – der späteren Deutschen Burschenschaft (DB). Die Mitgliedsbünde des ADB unter Führung der Burschenschaft Neogermania Berlin bezeichneten sich anfangs selbst als Reformburschenschaften und bezogen sich stärker als die Mehrheit der ADC/DB-Burschenschaften auf das liberal-demokratische Erbe der Urburschenschaft. Sie kritisierten den „überhandnehmenden Luxus, die Mensursimpelei und die geringe Wissenschaftlichkeit“ anderer Verbindungen und verwarfen unter anderem Traditionen wie den Fuchscomment und die Bestimmungsmensur als unzeitgemäß.

## Geschichte
Am 11. November 1883 gründeten die Reformburschenschafter unter Federführung der Burschenschaft Neogermania Berlin den Allgemeinen Deutschen Burschenbund (ADB), der sich gegen die Bestimmungsmensur, Luxus und antisemitische Strömungen wandte, um das veräußerlichte Verbindungsleben wieder schlichter und natürlicher zu gestalten. Der ADB befürwortete in Anlehnung an die Urburschenschaft (und als Reaktion auf die Anerkennung der Bestimmungsmensur und den Beginn des Antisemitentums im ADC) den Nationalgedanken ohne parteipolitische Bestrebungen, die Pflege studentischer, besonders burschenschaftlicher Geschichte, Wissenschaftlichkeit, sittlichen Lebenswandel, ein den Verhältnissen angepasstes bescheidenes Leben, die Aufhebung des Fuchsenstatus, sportliche Ausbildung und Verwerfung des Zweikampfes sowie der Ablehnung rassischer Diskriminierung. Wahlspruch war „Ehre, Freiheit, Vaterland“, die Bundesfarben Schwarz-Rot-Gold. Der Allgemeine Deputierten-Convent (seit 1902 Deutsche Burschenschaft) erkannte ihm nicht angehörende reichsdeutsche Burschenschaften nicht als solche an und verhängte den Verruf über ebensolche. Das richtete sich besonders gegen die ADB-Burschenschaften.
Die ADB-Verfassung aus dem Jahre 1887 ist von dem späteren Reichsinnenminister Eduard David ausgearbeitet worden. Dort heißt es: „Unter einem deutschen Studenten versteht der ADB jeden deutschen Reichsangehörigen sowie die Deutschen im Ausland.“ 1890 wurden die Altherren-Bünde im ADB gegründet, 1891 das Maturitätsprinzip eingeführt und 1895 die Fuxenbänder verboten. Bereits 1887 nahm der ADB das Prinzip der unbedingten Satisfaktion an, lehnte aber die Bestimmungsmensur strikt ab (erst ab 1925 wurde sie erlaubt).
Vor allem aber lehnte der ADB den in der übrigen Studentenschaft grassierenden Antisemitismus ab und ließ ausdrücklich jüdische Mitglieder zu (zum Beispiel Simon Katzenstein). Die ADB-Burschenschaft wurden deswegen von den DB-Burschenschaften als „Juden- und Kneiferblase“ verspottet. Allerdings blieb der ADB – nicht zuletzt wegen seiner „judenfreundlichen“ Haltung – im Vergleich zur Deutschen Burschenschaft zahlenmäßig schwach; 1913 zählte er reichsweit gerade einmal 885 Aktive (gegenüber 3.300 in der DB).
Einem langsamen zahlenmäßigen Aufstieg folgte ab 1892 ein starker Niedergang. Die drohende Auflösung, ebenso wie die politische Radikalisierung (Paul Lensch) des Verbandes, der auf sechs Burschenschaften zusammengeschrumpft war, wurde durch den späteren Reichsaußenminister Gustav Stresemann 1898 abgewendet, und seit 1910 stieg die Anzahl der Burschenschaften dauernd. Das setzte sich auch nach dem Ersten Weltkrieg fort, nachdem man seit 1919 angefangen hatte, mit charakteristischen Grundsätzen zu brechen.
Nach dem Ersten Weltkrieg schwenkte der ADB jedoch in den antisemitischen Mainstream ein und verfügte im Oktober 1919, keine jüdischen Studenten mehr aufzunehmen; 1919 wurde den einzelnen Burschenschaften gestattet, die Aufnahme von Juden zu verbieten, 1920 und 1921 die Aufnahme von Juden überhaupt untersagt, am 11. Juni 1924 das arische Prinzip bis ins dritte Glied eingeführt. 1920 erhielt der ADB zudem Konkurrenz vom ebenfalls reformburschenschaftlich orientierten Verband Deutscher Burschen. Durch den Ausbau des Hausmannsturms (Bad Frankenhausen) (auch Frankenburg genannt) bei Frankenhausen, wo später der Bund seine regelmäßigen Tagungen abhielt, setzte er den im Ersten Weltkrieg gefallenen Mitgliedern ein Denkmal. Architekt war der dem ADB angehörende Theodor Suhnel.
Die Verabredungsmensur wurde am 26. Oktober 1919 freigegeben und 1926 eingeführt, 1927 das Bekenntnis zum „großdeutschen Volkstum“, zur „deutschen Volksgemeinschaft“ und zur auf „christlicher Ethik beruhenden Lebensauffassung“ abgelegt. Die Zeitschrift des ADB hieß „Burschenschaftliche Wege“. Die Fechtfrage – fakultatives Fechten im ADB gegenüber der Pflichtmensur in der DB – war ein wesentlicher Unterschied beider burschenschaftlicher Verbände.: S. 36
Nach dem Machtantritt der Nationalsozialisten wurde der ADB 1934 unter der Führung von Gerhard Krüger mit der bereits gleichgeschalteten DB zwangsfusioniert. 1933 umfasste der ADB 38 Burschenschaften mit 1.700 Studierenden und 2.500 Alte Herren. Er löste sich am 7./8. Oktober 1933 auf, wobei nach Fusionen 12 Burschenschaften am 1. Januar 1934 in die DB übernommen wurden.
Nach dem Zweiten Weltkrieg ist der Bund nicht wieder neu entstanden. Die Mehrzahl der früheren ADB-Burschenschaften schloss sich der 1950 wiedergegründeten Deutschen Burschenschaft an. Einige wenige blieben jedoch verbandsfrei (Neogermania Berlin zu Bonn, Ghibellinia Karlsruhe) oder wurden suspendiert. Daneben bestehen heute noch einige frühere ADB-Bünde im Coburger Convent; diese hatten den ADB jedoch bereits in den 1920er Jahren wegen der Mensurfrage verlassen und sich den CC-Vorgängerverbänden Deutsche Landsmannschaft bzw. Vertreter-Convent der Turnerschaften angeschlossen. Dennoch besteht heutzutage noch enger Kontakt zwischen den verbleibenden ADB-Bünden. Diese treffen sich jährlich um den 11. November herum zu einer gemeinsamen Veranstaltung (Kreuzkneipe).
Erkennungszeichen der ADBer war eine goldfarbene Anstecknadel in Kubusform.

## Grundsätze
Auf dem Bundestag 1927 wurden folgende Grundsätze beschlossen:
1. Für alle ADBer gilt nur die Anrede „Bundesbruder“ und das bundesbrüderliche „Du“, da der ADB sich als eine einzige Burschenschaft trotz der Gliederung in einzelne Korporationen verstanden wissen wollte.
2. Keine Fuxenfarben, da der neue junge Bundesbruder nach außen hin als vollwertiges Mitglied der Burschenschaft galt.
3. Unbedingte Satisfaktion auf schwere Waffen. Während der Zugehörigkeit zum Verbande war die Austragung eines eventuellen Ehrenhandels mit der Waffe zwischen ADBern unmöglich. Besprechungs- bzw. Verabredungsmensuren auf Schläger (nach 1919), d. h., dem einzelnen Bundesbruder war freigestellt, ob und wie oft er Schläger fechten wollte. Bei Paukverhältnissen zwischen ADB-Burschenschaften keine Sekundantencontrahagen und keine P.P.-Suiten.
4. Keine Kartelle, verständlich aus der Konzeption und Struktur des Bundes.
5. Tolerante Haltung in der Alkoholfrage, Möglichkeit der Aufnahme von Abstinenzlern, reformierter Trink-Comment.
6. Nationale Einstellung und vaterländische Betätigung auf überparteilicher Ebene, korporative Mitgliedschaft z. B. im Verein für das Deutschtum im Ausland.
7. Christliche Weltanschauung, christliches Verhalten und Persönlichkeitsprägung im Sinne der Toleranz.
8. Pflege von Sport und Leibesübungen.
9. Dem Druck der Zeitströmung folgend und parallel zur Entwicklung bei anderen Korporationsverbänden: Nichtaufnahme von Juden ab 1919.
10. Mitarbeit in hochschulpolitischen Belangen und der studentischen Selbstverwaltung.

## Mitgliedsbünde
(Quelle: )
- Burschenschaft Brandenburgia Berlin (1874–1935) → 1874 als Akademisch-Neuphilologischer Verein gegründet, 1914 Neuphilologische Verbindung Brandenburgia, später ADB-Eintritt, 1933 mit Berliner Burschenschaft Semnonia (DB) fusioniert.
- Burschenschaft Gothia Berlin (gegr. 1877) → 1921 ADB-Eintritt, 1933 Anschluss an Neogermania Berlin, 1951 Fusion mit Gothia Charlottenburg (DB) zur Berliner Burschenschaft Gothia (DB).
- Burschenschaft der Frankenburger Berlin (1934–1966) → 1949 Frankenburgia Berlin, 1966 in Hannoverscher Burschenschaft Ghibellinia-Leipzig (DB) aufgegangen.
- Burschenschaft Langobardia Berlin (gegr. 1883) → 1885 ADB-Austritt, 1890 als Allemannia Berlin in den ADC aufgenommen, heute Redaria-Allemannia Rostock.[7]
- Burschenschaft Neogermania Berlin (gegr. 1883) → 1934–1953 zu Frankenburger Berlin fusioniert, 1953 freie Burschenschaft, 1995 zur Bonner Burschenschaft Germania fusioniert.
- Burschenschaft Semnonia (1898–?) → ADB-Eintritt, DB, 1933 Aufnahme der Burschenschaft Brandenburgia Berlin, 1969 Burschenschaft Saravia Berlin zur Burschenschaft Saravia-Semnonia Berlin, suspendiert.
- Burschenschaft Sugambria Bonn (1901–1995) → 1909 ADB-Eintritt, 1934 DB, 1995 zur Bonner Burschenschaft Germania fusioniert.
- Burschenschaft Alsatia Braunschweig (1920–1950) → 1950 zur Burschenschaft Arminia-Gothia Braunschweig (DB) fusioniert.[8]
- Burschenschaft Askania Breslau (1908–1930) → 1930 mit Teilen von Sigambria Marburg zur Burschenschaft Askano-Silesia Marburg (ADB).
- Burschenschaft Saxonia Breslau → 1986 aufgegangen in Burschenschaft Brunsviga Göttingen (DB).
- Burschenschaft Sigambria Charlottenburg (1901–1933) → 1902 ADB-Eintritt, 1933 in Burschenschaft Neogermania Berlin aufgegangen.
- Burschenschaft Vandalia Charlottenburg
- Burschenschaft Gothia Danzig (1904–1933) → 1904 ADB-Beitritt, 1933 in Arminia Dresden aufgegangen.[9]
- Burschenschaft Arminia Dresden (1901–1935) → 1902 ADB-Beitritt, 1935 vertagt, 1950 zur Burschenschaft Arminia-Gothia Braunschweig (DB) fusioniert.[10]
- Burschenschaft Rhenania Dresden (1923–1933) → 1933 in Burschenschaft Arminia Dresden aufgegangen.
- Burschenschaft Arminia Gießen (1885–1956) → 1926 ADB-Austritt, 1928 Turnerschaft, 1956 in Turnerschaft Saxonia Marburg aufgegangen.
- Burschenschaft Palatia Gießen (1927–1951) → 1933 ADB-Austritt, 1951 in Burschenschaft Sugambria Bonn aufgegangen.
- Burschenschaft Thuringia Göttingen (–1934) → ADB-Austritt, freie Landsmannschaft Thuringia, 1934 in Landsmannschaft Gottinga (CC) aufgegangen.
- Burschenschaft Rhenania Halle (gegr. 1911) → 1933 ADB-Austritt, 1962 Düsseldorf, 1979 zur Alten Halleschen Burschenschaft Rhenania-Salingia zu Düsseldorf fusioniert.
- Burschenschaft Shakespereana Halle (1864–1921) → gegr. 1864 als Studentischer Shakespeare-Verein, 1909 Studentische Verbindung Shakespereana, 1918 ADB-Beitritt, 1921 in Burschenschaft Rhenania Halle (ADB) aufgegangen.
- Burschenschaft Borussia Hannover (1868–1933) → 1933 in Alsatia Braunschweig aufgegangen, nach dem Zweiten Weltkrieg wieder eigenständig, 1950 Fusion zur Hannoverschen Burschenschaft Ghibellinia-Leipzig (DB).
- Burschenschaft Normannia Heidelberg (gegr. 1890)
- Burschenschaft Ghibellinia Karlsruhe (gegr. 1896)
- Burschenschaft Düsseldorpia Köln (1914–1950) → 1927 ADB-Eintritt, 1933 ADB-Austritt, 1950 in Burschenschaft Sugambria Bonn aufgegangen.
- Burschenschaft Arminia Königsberg (1927)
- Burschenschaft Cheruscia Königsberg (1885–1934) → 1934 in Burschenschaft Neogermania Berlin aufgegangen.
- Burschenschaft Ghibellinia Leipzig (gegr. 1874) → 1921 ADB-Eintritt, 1934 DB, 1950 Reaktivierung in Hannover.
- Burschenschaft Plessavia Leipzig (gegr. 1878) → gegr. als Akademisch-Neuphilologischer Verein, 1924 ADB-Eintritt, 1933 Fusion mit Ghibellinia Leipzig, 1950 Hannoversche Burschenschaft Ghibellinia-Leipzig, 1993 Reaktivierung in Leipzig, seit 2008 vertagt.[11]
- Burschenschaft Suevia Leipzig (gegr. 1886) → 1890 ADB-Eintritt, 1950 Köln, 2014 mit Kölner Burschenschaft Wartburg zur Kölner Burschenschaft Wartburg-Suevia Leipzig fusioniert.
- Burschenschaft Tuisconia Leipzig (gegr. 1883) → 1884 ADB-Austritt, Umbenennung in Alemannia, 1886 in Burschenschaft Arminia Leipzig (ADC) aufgegangen.[12]
- Burschenschaft Askano-Silesia Marburg (1930–1934) → 1934 in Burschenschaft Neogermania Berlin aufgegangen.
- Burschenschaft Sigambria Marburg (1889–1930) → 1927 ADB-Austritt, Teile 1930 mit Allemannia Clausthal (DB) zur Hercynia Marburg (DB) fusioniert, Teile mit Askania Breslau zur Askano-Silesia Marburg (ADB).
- Burschenschaft Avaria München (1886–1919) → Gegründet als Akademischer Verein Albertina, 1905 ADB-Eintritt, 1913 ADB-Austritt, 1919–1920 im Corps Vandalia München (WSC) aufgegangen, 1923 geschlossener Beitritt der Avaren zur Münchener Burschenschaft Danubia (DB).
- Burschenschaft Markomannia München
- Burschenschaft Rheno-Marchia Münster (1913–1960) → 1960 in Burschenschaft der Pflüger Halle zu Münster (DB) aufgegangen.
- Burschenschaft der Franken Prag (1905–1955) → 1950 München, 1955 in Münchener Burschenschaft Arminia (DB) aufgegangen.
- Burschenschaft Arminia Straßburg (gegr. 1886) → 1899 ADB-Austritt, 1904 DB, 1919 Frankfurt am Main, 1922 Tübingen.[13][14]
- Burschenschaft Virtembergia Stuttgart
- Burschenschaft Palatia Tübingen → Alte Turnerschaft Palatia Tübingen.

## Persönlichkeiten
Aufgrund des Bundesgedankens des ADB waren Mehrfach-Mitgliedschaften im starken Gegensatz zu den Burschenschaften des damaligen Allgemeinen Deputierten-Convents (bzw. seit 1902 der Deutschen Burschenschaft) eher die Regel als die Ausnahme. 
- Eduard David (1863–1930), Politiker (SPD), Präsident der Weimarer Nationalversammlung (Arminia Gießen, Neogermania Berlin)
- Otto Fischbeck (1865–1939), Politiker (DDP), preußischer Handelsminister (Neogermania Berlin, Arminia Greifswald, Arminia Kiel, Hansea Hamburg)
- Ludwig Friedländer (1824–1909), Klassischer Philologe und Kulturhistoriker (Cheruscia Königsberg)
- Ludwig Ganghofer (1855–1920), Schriftsteller (Rheno-Marchia Münster)
- Paul Geheeb (1870–1961), Reformpädagoge, Gründer der Odenwaldschule (Arminia Gießen, Neogermania Berlin)
- Adolf Greifenstein (1900–1955), Mediziner, Hochschullehrer (Sigambria Marburg)
- Ernst Gutzeit (1863–1927), Landwirtschaftslehrer, Hochschullehrer (Cheruscia Königsberg)
- Reinhard Haferkorn (1899–1983), Anglist und Hochschullehrer (Plessavia Leipzig, Ghibellinia Leipzig)
- Rudolf Harzer (1899–1959), Jurist, Präsident des Ev.-Luth. Landeskirchenamtes Sachsen (Suevia Leipzig, Sigambria Marburg)
- Peter Jaeck (1894–1937), Sportwissenschaftler und Hochschullehrer (Normannia Heidelberg)
- Hans Kaiser (1890–1977), Apotheker, Lebensmittelchemiker und Hochschullehrer (Ghibellinia Karlsruhe)
- Robert von Keudell (1824–1903), Diplomat, Mitglied des Reichstags (Cheruscia Königsberg)
- Alexander von Kluck (1846–1934), Generaloberst, Oberbefehlshaber der 1. Armee (Sigambria Charlottenburg, Neogermania Berlin, Rheno-Marchia Münster)
- Richard Konetzke (1897–1980), Historiker, Begründer der deutschsprachigen Lateinamerika-Geschichtsschreibung (Brandenburgia Berlin, Semnonia Berlin)
- Gerhard Krüger (1908–1994), NSDAP-Politiker, Bundesführer des ADB 1933–1934 (Arminia Greifswald)
- Konrad Küster (1842–1931), Mediziner, Publizist, Spiritus rector des ADB (Neogermania Berlin)
- Richard Lachmann (1885–1916), Geologe und Hochschullehrer (Markomannia München)
- Felix Graf von Luckner (1881–1966), Marineoffizier, Schriftsteller (Normannia Heidelberg, Rugia Hannover, Cheruscia Königsberg, Alsatia Braunschweig, Rhenania Halle)
- Hermann Oeser (1900–1969), Apotheker, Reichsredner der NSDAP (Sigambria Marburg)
- Ferdinand Revermann (1895–1975), Architekt (Rugia Darmstadt, Sugambria Bonn, Normannia Heidelberg)
- Erich Rix (1900–1964), Mediziner, Hochschullehrer (Thuringia Göttingen, Sigambria Marburg)
- Werner Selke (1901–1971), Agrikulturchemiker (Sigambria Marburg)
- Gustav Stresemann (1878–1929), Reichskanzler, Friedensnobelpreisträger (Neogermania Berlin, Suevia Leipzig)
- Theodor Suhnel (1886–1965), Architekt (Rheno-Marchia Münster)
- Heinrich Emil Timerding (1873–1945), Mathematiker und Hochschullehrer (Wasgau Straßburg)
- Heinz Wetzel (1882–1945), Architekt und Hochschullehrer (Virtembergia Stuttgart)
- Karl Winter (1900–1984), Zahnmediziner, Präsident des Bundesverbandes der Freien Berufe (Sigambria Marburg)
- Eugen Wolff (1863–1929), Literaturwissenschaftler (Neogermania Berlin, Suevia Leipzig, Normannia Heidelberg)
- Berno Zeißler (1907–1997), Jurist, Oberbürgermeister von Frankenthal (Pfalz) (Neogermania Berlin, Suevia Leipzig)